# Plutonaster knoxi
Plutonaster knoxi är en sjöstjärneart som beskrevs av Fell 1958. Plutonaster knoxi ingår i släktet Plutonaster och familjen kamsjöstjärnor.
Artens utbredningsområde är havet kring Nya Zeeland. Inga underarter finns listade i Catalogue of Life.